# 桃太郎電鐵～昭和 平成 令和也是定番！～
《桃太郎電鐵～昭和 平成 令和也是定番！～》是一款由INFIGHT開發並由科樂美數位娛樂發行的任天堂Switch專用遊戲，為桃太郎電鐵系列第23作，在2019年9月5日播出的任天堂直面會「Nintendo Direct 2019.9.5」上首度公開，並於2020年11月19日在日本發售。遊戲於2024年的台北國際電玩展上展出了繁體中文體驗版（亞洲版），於同年12月12日發售，是系列首次官方中文化的作品。

## 開發
本作是繼由任天堂發行於任天堂3DS平台《桃太郎電鐵 2017 奮起日本！！》後睽違4年，亦是桃太郎電鐵系列版權持有者之一科樂美數位娛樂（與創造者佐久間晃共同擁有）第一次發行的系列作品。開發工作主要由INFIGHT完成，並吸收原班開發人馬。和以往桃太郎電鐵系列不同的是，一直以來負責角色設計的土居孝幸在本作中更換為竹浪秀行。遊戲系統方面則是首度實裝了線上對戰等多種要素。

## 反響
中文遊戲雜誌《游戏机实用技术》为游戏打出8.6/10分。杂志称赞游戏容易上手，适合多人休闲同乐；但认为游戏没有中文版且大量援引日本风土知识，对非日语使用者不友好。日本杂志《Fami通》为游戏打出34/40分。
本作在發售的當週就達到50萬套的銷售。同年12月，官方再度宣布累積銷售突破100萬套，成為系列作中最暢銷的作品。2021年1月，本作的實際累積銷售已達200萬套。据《Fami通》，该作截至2021年2月7日，连续12周登上Fami通日本实体遊戲销量榜榜首。
截止至2023年8月，本作的累計銷量達400萬份。
在遊戲上市前一天的11月18日，官方宣佈可在Facebook、YouTube及niconico動畫等指定的影音平台投稿影片或進行遊戲實況，並且可開啟營利功能，成為科樂美目前唯一破例允許的遊戲。這項政策也被認為是造成本作熱賣的關鍵。

## 外部連結
- 官方网站（日語）